# Nádor Henrik
Nádor Henrik, 1902-ig Neufeld (Várna, 1884. december 22. – Budapest, 1974. november 25.) belgyógyász, a „budapesti színházak” orvosa, műgyűjtő.

## Élete
Neufeld Dániel (1847–1907) fogorvos és Engel Regina (1850–1934) gyermekeként született zsidó családban. Tanulmányait a Pázmány Péter Tudományegyetemen folytatta, ahol 1908-ban szerzett oklevelet. Oklevelének megszerzése után a Jendrassik Ernő vezetése alatt álló II. számú belklinikára került, ahol 1911-ig mint díjtalan, 1913-ig mint díjas gyakornok és 1919-ig mint tanársegéd működött. Az első világháború alatt a honvéd helyőrségi kórházban is dolgozott. 1928-tól a Pesti Izraelita Hitközség által tulajdonolt Szeretetkórházban volt belgyógyász főorvos. Emellett több színház orvosi teendőit is ellátta. Ismertté elsősorban a színésztársadalommal való szoros kapcsolatai tették. 1964-ben, nyugdíjazását követően a Csengery utcai Rendelőintézetben belgyógyász szakorvos, illetve felülvizsgáló főorvos volt. Tagja volt több orvosi és tudományos egyesületnek.
Felesége Nádor Zsófia (1908–1977) volt, Nádor Árpád kereskedő és Nattán Karolina lánya.
A Kozma utcai izraelita temetőben nyugszik (5B-6-11).

## Díjai, elismerései
- Munka Érdemrend ezüst fokozata (1964)